# Свинцовые белила
Свинцо́вые бели́ла — белая минеральная краска на основе свинца.
В разные времена и в различных странах для свинцовых карбонатных белил существовали названия: шифервейс, церусса, серебристые, английские, кремские (кремницкие), венецианские, генуэзские, гамбургские, голландские, клагенфуртские белила, перльвейс, чистые свинцовые белила, свинцовая белая, серебряная пена, псимитион и др.
Свинцовые белила по составу представляют собой осно́вный карбонат свинца — соединение с химической формулой 2PbCO3·Pb(OH)2. Отличаются своим чисто белым цветом и выдающейся кроющей способностью, поэтому этот пигмент очень популярен. Наилучшие пигментные свойства соответствуют соотношению 2:1 (карбонат/гидроксид). Отмучивается.
На воздухе очень медленно реагирует с сероводородом, часто содержащемся в загрязненной атмосфере, при этом образуется сульфид свинца(II) чёрного цвета, что обуславливает постепенное темнение и тускнение некоторых произведений искусства:
{\displaystyle \mathrm {[Pb(OH)]_{2}CO_{3}+2H_{2}S=2PbS+CO_{2}\uparrow +3H_{2}O} }
Однако при обработке старой картины, написанной с использованием свинцовых белил, пероксидом водорода происходит окисление сульфида свинца до сульфата свинца(II) белого цвета. На этой реакции основан метод восстановления картин, выполненных масляными красками.
{\displaystyle \mathrm {PbS+4H_{2}O_{2}=PbSO_{4}+4H_{2}O} }
Свинцовые белила чрезвычайно токсичны. Попадание внутрь даже 10 мг чистого свинца способно привести к необратимым повреждениям головного мозга. Использование свинцовых белил ограничено в большинстве стран мира (Европейский Союз, Канада, США, Россия)

## Товароведение белил на начало XX века
Готовые свинцовые белила имели далеко не все одинаково белый цвет и одинаковую кроющую способность. Последняя, по-видимому, находится в зависимости от содержания гидрата окиси свинца; с его увеличением (до известного предела) увеличивается и кроющая способность. Свинцовые белила очень часто фальсифицировались (например, мелом, гипсом) и смешивались с другими белилами, например, баритовыми белилами, сернокислым свинцом, углекислым барием и другими. Смеси свинцовых белил с тяжёлым шпатом (сернокислым барием) при 50 % содержания последнего называются в торговле венецианскими белилами, при содержании 66 % — гамбургскими, и при 75 % — голландскими белилами.
Серьёзный недостаток свинцовых белил заключается в том, что они легко чернеют под влиянием сероводорода, а также при совместном использовании с сульфидными пигментами, образуя сульфид свинца.

## Свойства
- Показатель преломления nD	1,94—2,09
- Плотность 6400-6800 кг/м3
- Удельная поверхность 1,25 м2/г
- Насыпной объём 2,5 л/кг
- Размер частиц 0,5-1,25 мкм
- рН водной суспензии не ниже 6,5
- Маслоёмкость 9-14 г/100 мл
- Укрывистость 160—200 г/м2
- Белизна 95 усл.ед.

## Изготовление
Свинцовые белила известны c глубокой древности; так, римский историк Плиний (I в. н. э.) сообщал, что эта краска получалась «действием острейшего уксуса на мельчайшие свинцовые оскребки».
В общих чертах голландский способ приготовления белил (наиболее старый) состоит в следующем. Тонкие свинцовые листы, свёрнутые в спираль, помещаются в глиняные, покрытые внутри глазурью горшки, на дно которых налито немного уксусной кислоты. Горшки закрываются свинцовыми пластинками, помещаются в несколько этажей один на другом и закапываются в лошадиный навоз. Выделяющаяся при гниении навоза углекислота совместно с уксусной кислотой обусловливает переход металлического свинца в основную углекислую соль, вследствие чего на поверхности свинца образуется более или менее толстый белый налёт. Этот налёт счищается, высушивается, измельчается и отмучивается.
Немецкий способ приготовления белил имеет много общего с голландским, с той разницей, что вместо горшков употребляются камеры, куда завешиваются свинцовые листы и куда впускаются сперва пары уксусной кислоты, а затем углекислота. Когда на листах нарастает достаточный слой белил, то листы вынимают; дальнейший ход работы тот же, что и при голландском способе.
По английскому способу свинец превращается сперва в глёт, который смешивается в однородное тесто с 1%-ным раствором уксуснокислого свинца и через таким образом приготовленную массу, протягиваемую через закрытые желоба, пропускается струя углекислоты.
Французский способ работы заключается в том, что струя углекислоты направляется в раствор осно́вного уксуснокислого свинца, получаемого растворением глёта в разбавленной уксусной кислоте; по осаждении белил, последние отделяются от раствора и тщательно промываются. Так как при этом способе совершенно устраняются вредные в гигиеническом отношении операции измельчения и отмучивания, то он представляет несомненные преимущества.
Кремницкие белила — в основе свинцовые 2РbСО3·Рb(ОН)2, однако содержащие до 10 % баритовых белил BaSO4, что повышает эластичность и стойкость краски, но снижает её кроющую способность, которая оказывается ниже, чем у чистых свинцовых белил. Название же кремницких белил происходит от топонима Kreims (город в Голландии).
Кашинские белила производили с XVII века в городе Кашине, на гербе которого изображались три ступки свинцовых белил. Кашинские белила расходились по всей России и вывозились за рубеж. Они применялись для различных работ — в частности, и для «иконного писания».

## Белила Патинсона
Свинцовые белила (некарбонатные) Патинсона, суррогат обыкновенных свинцовых белил, приготовляются смешением горячего раствора хлористого свинца с равным объёмом насыщенной известковой воды. При этом выделяется белый осадок, белила, по составу — осно́вный хлористый свинец(II) (гидроксохлорид свинца) PbCl2·Pb(OH)2. Эти белила обладают хорошей кроющей способностью, но имеют слегка буроватый оттенок.

## Вред для здоровья
Свинец и многие его соединения токсичны, поэтому свинцовые белила опасны, особенно для маляров. Российская Федерация (в числе 62 стран по состоянию на 31.12.2001) является членом конвенции Международной организации труда «Об использовании свинцовых белил в малярном деле», запрещающей использование белил с содержанием свинца более 2 % для окраски внутренних стен жилых помещений, и запрещающей производство работ мужчинами до 18 лет и женщинами любого возраста.

## Современное применение
Из-за высокой токсичности в настоящее время свинцовые белила используются только в художественных красках.